# Barja
Barja (Arabisch: برجا, ook wel Barja al-Chouf) is een plaats en een gemeente in het district Chouf in Libanon. Het ligt vlak bij de Middellandse Zee en 34 kilometer ten zuiden van de Libanese hoofdstad Beiroet. Het totale oppervlak bedraagt 729 hectare. Het hoogste punt boven zeeniveau is 310 meter. De inwoners zijn vrijwel allemaal soennietisch qua religieuze achtergrond.
Behalve olijfgaarden zijn er in Barja veel pijnbomen te vinden.
Bij een aardbeving in 1956 werd het Choufdistrict getroffen en een groot deel van de stad verwoest. In de vijftig jaar erna werd Barja weer opgebouwd en gemoderniseerd. De gevolgen van de verwoesting zijn nu nauwelijks meer zichtbaar.

## Geschiedenis
De naam Barja stamt van origine af van het Griekse woord taparchia, dat cultureel centrum betekent, en van het Syrische woord burgas, dat betekent dat de stad uitkijkt op zee.
Barja werd gebouwd gedurende het midden van de twintigste eeuw. Het staat zowel bekend om zijn vruchtbare grond, bronwater en kalksteen als om zijn strategische locatie langs de Libanese kust. In Barja zijn er goede mogelijkheden voor de visserij en boeren. Ook wordt hier textiel gefabriceerd.
Tijdens de Libanese Burgeroorlog emigreerden velen uit de stad om in landen als Australië, Brazilië, Canada, het Verenigd Koninkrijk en de Verenigde Staten te gaan wonen. Door grote steun van het fonds van Rafik Hariri kon de jeugd, door middel van beurzen, beter onderwijs krijgen.

## Klimaat
In Barja heerst een mediterraan klimaat, waarbij de temperatuur varieert tussen 11 en 27°C.